# China Wing Kantner
China Wing Kantner, née le 25 janvier 1971 à San Francisco, est une actrice américaine.

## Biographie
Wing Kantner est née à San Francisco la fille de la chanteuse Grace Slick et du guitariste Paul Kantner, les deux membres de groupe Jefferson Airplane et Jefferson Starship.
Elle a grandi au nord de San Francisco, dans le comté de Marin, au Tamalpais High School à Mill Valley et au Redwood High School. Elle a deux frères Gareth Kantner et Alexander Kantner.
Elle a joué dans des séries télévisées pour la BBC. Elle a travaillé pour MTV.
Elle se marie en 1999 à Los Angeles avec un dentiste, Jamie Azdair. Le couple divorce en 2006. En 2011, elle se marie avec l'acteur Seth Isler.

## Théâtre
- Batman - The Ensemble Theatre Company, San Francisco, California.
- Flying Hormones - The Ensemble Theatre Company, San Francisco, California.
- Touch Me - The Ensemble Theatre Company, San Francisco, California.
- The Two Orphans - The Ensemble Theatre Company, San Francisco, California.

## Filmographie

### Télévision
- 1994 : Monty : Geena
- 1996 : Murphy Brown : Beth
- 1996 : Too Something (New York Daze) : Jennifer
- 1996 : LA Firefighters : Flame
- 1997 : Grace Under Fire : Serveuse
- 1998 : Home Improvement : Willow Branch Leaf Wilson

### Cinéma
- 1993 : Three of Hearts
- 1994 : The Stoned Age (Tack's Chicks) : Jill
- 1994 : Airheads : Rockeuse
- 1994 : S.F.W. : Female Pantyhose Gunman
- 1996 : Grace of My Heart : chanteuse sur la page
- 1996 : Étoile du soir (The Evening Star) : Jane